# Bartholdus Laurentii Kuuse
Bartholdus Laurentii Kuuse, född 1654, död 19 april 1696 i Torpa församling, Östergötlands län, var en svensk präst.

## Biografi
Bartholdus Kuuse föddes 1654. Han var son till fogden Lars Kuuse och Cecilia Duræus i Tuna församling. Kuuse blev 1675 student vid Uppsala universitet och prästvigdes 1688. Han blev 1688 kyrkoherde i Torpa församling. Kuuse avled 1696 i Torpa församling.

## Familj
Kuuse gifte sig 14 augusti 1688 med Margareta Hval (1648–1732). Hon var dotter till kyrkoherden Elias Hval och Elisabeth Zachrisdotter Brythzenia i Linderås församling. Margareta Hval hade tidigare gift med kyrkoherden i Israel Zachariæ Torpadius i Torpa församling och kyrkoherde Nicolaus Reftelius i Torpa församling.